# St. Margaretha (Magnetsried)

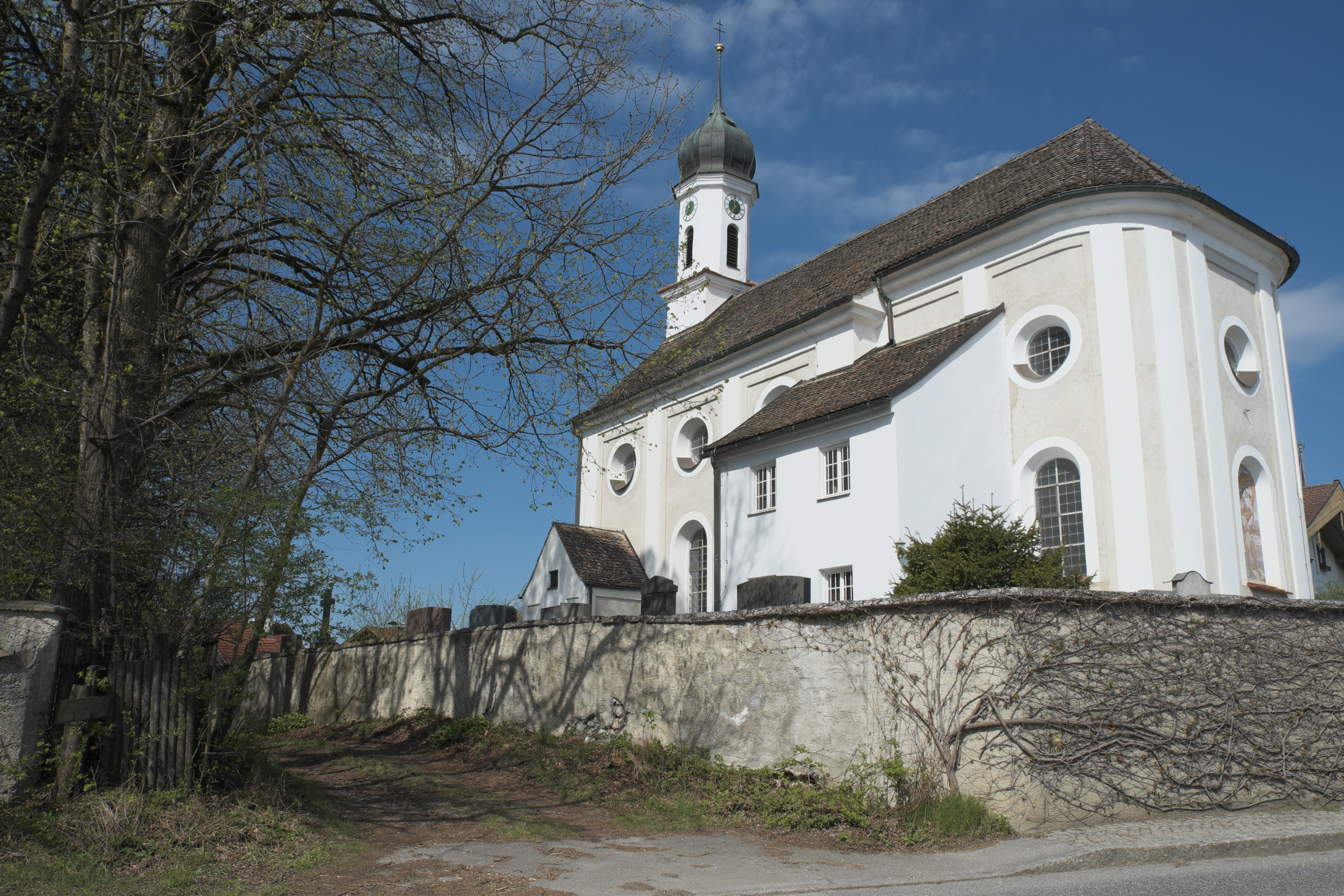
St. Margaretha von Südosten

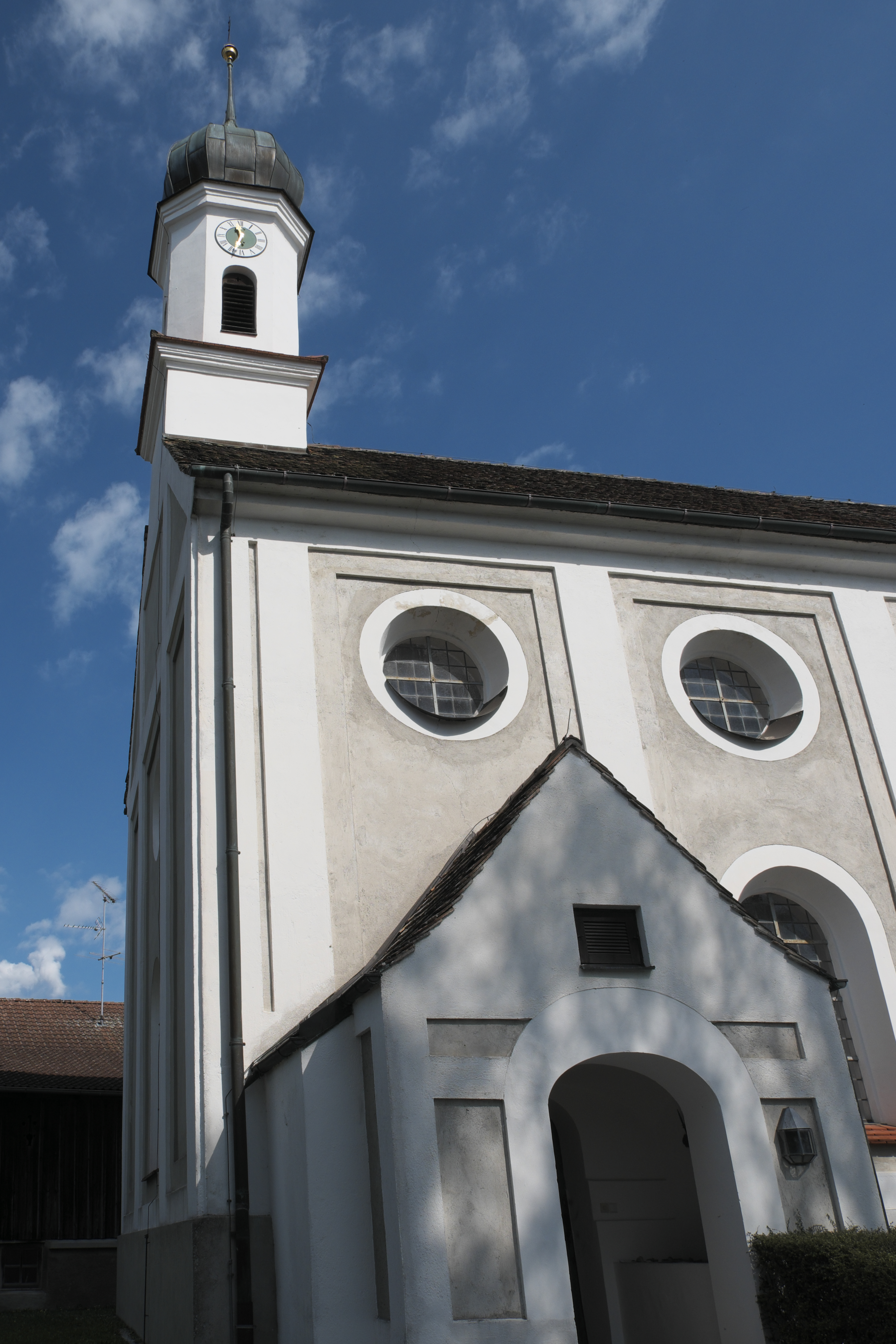
Westlicher Teil der Kirche von Süden

Die römisch-katholische Expositurkirche St. Margaretha (auch St. Margareta) steht im Seeshaupter Ortsteil Magnetsried im oberbayerischen Landkreis Weilheim-Schongau. Das denkmalgeschützte Gotteshaus befindet sich als Kaplanei-Expositur der Pfarrei St. Michael Seeshaupt im Dekanat Benediktbeuern. Es liegt direkt an der Staatsstraße 2064, die Adresse lautet Magnetsried 40, 82402 Seeshaupt.

## Geschichte
Der Vorgängerbau der heutigen Kirche befand sich im Jahr 1714 in solch schlechtem Zustand, dass der Propst des Stifts Bernried wegen mangelnder Instandhaltung verklagt wurde. Ihm unterstand die damalige Pfarrkirche von 1135 bis zur Säkularisation in Bayern im Jahr 1803, als die Pfarrei Magnetsried der Pfarrei Seeshaupt eingegliedert wurde. Wegen mangelnder Finanzmittel des Bernrieder Klosters konnte jedoch zunächst kein Neubau errichtet werden. Im Jahr 1718 wurde mit dem Bau begonnen, aber erst als der aus Magnetsried stammende Kurat des Weilheimer Spitals, Georg Gerold, 1723 starb und den Großteil seines Vermögens seiner Heimatpfarrei vermachte, konnten schnellere Fortschritte erzielt werden.
Die heutige Kirche wurde – wie die Mariä-Himmelfahrts-Kirche im benachbarten Jenhausen – am 21. Mai 1734 von Weihbischof Johann Jakob von Mayr eingeweiht. Die Pläne werden Johann Georg Ettenhofer zugeschrieben.

## Beschreibung und Ausstattung
Die barocke Saalkirche ist durch Lisenen gegliedert, in den Feldern befindet sich jeweils ein Rundbogenfenster sowie oben ein Okulus. An den leicht abgesetzten Chor – der nicht halbrund, sondern im Osten abgeflacht ist – ist die zweigeschossige Sakristei angefügt. Der Kirchenraum ist von einem Stichkappengewölbe überspannt. Am Westende befindet sich der Kirchturm mit Zwiebelhaube, sowie eine Doppelempore, wobei obere erst nach 1820 eingebaut wurde. Dortige Baluster stammen aus der Klosterbibliothek Polling.
Dir Kirche umgibt ein kleiner Friedhof, der von einer verputzten, mit Tuffplatten gedeckten Bruchsteinmauer aus dem 18./19. Jahrhundert begrenzt wird.

### Altäre
Der um 1720 gestaltete Hochaltar wurde im Jahr 1756 der heiligen Margareta von Antiochia sowie den Aposteln Peter und Paul geweiht, die Seitenaltäre dem heiligen Kreuz, der schmerzhaften Muttergottes, St. Wendelin und St. Martin. Letztere entstanden wie auch die Kanzel und die seitlichen Apostelfiguren noch im 18. Jahrhundert, die Kopie des Pollinger Tassilo-Kreuzes an der Südwand erst im 19. Jahrhundert.

### Orgel
Die Orgel mit mechanischer Spiel- und Registertraktur wurde um 1820 oder früher von einem unbekannten Orgelbauer errichtet. Die Prospektpfeifen wurden im Juli/August 1917 als kriegswichtiges Metall trotz des niedrigen Zinn-Gehalts von 45 % beschlagnahmt und von Willibald Siemann ausgebaut. Im Februar 1919 baute der Münchner Julius Zwirner neue Zink-Prospektpfeifen ein. 1975 wurde das Gebläse erneuert, zwei Jahre später folgte eine etwas größere Renovierung durch den Bernrieder Günter Ismayr. Selbiger ersetzte im Herbst 1979 auch die Prospektpfeifen. Die Orgel ist wie folgt disponiert:
| Manual C–f3 |       |
| Gedeckt     | 8′    |
| Spitzgambe  | 8′    |
| Prinzipal   | 4′    |
| Holzflöte   | 4′    |
| Mixtur      | 2 ⁄3′ |

| Pedal C–c0 |     |
| Subbass    | 16′ |
| Oktavbass  | 8′  |
| Violon     | 8′  |